# Stemma di Urbino
Lo stemma di Urbino è lo stemma del comune omonimo, composto da tre bande dorate su campo azzurro, sulla prima banda vi è un'aquila ad ali spiegate, su scudo a testa di cavallo, sormontato dalla corona ducale.

## Storia

Il gonfalone civico

L'attuale stemma fu adottato dal Comune tra la fine del XV e l'inizio del XVI secolo. L'emblema odierno è quello dei Montefeltro, così come si era venuto configurando nella prima metà del XIV secolo. Non si possiedono notizie certe su stemmi precedenti, si è ipotizzato che il primo fosse composto da un'aquila nera su fondo giallo, che poteva indicare anche la fedeltà della città all'Imperatore. Poi, tra il XIII ed il XIV secolo, in conseguenza dell'instabilità politica a cui fu soggetta la città, durante le lotte tra guelfi e ghibellini, la municipalità potrebbe avere adottato uno stemma più neutro, come l'immagine del Santo Patrono. Nel 1861, dopo l'Unità d'Italia, l'allora amministrazione comunale volle mantenere come emblema quello feltresco, perché rievocava il periodo più fiorente della città, escludendo qualsiasi riferimento alla successiva dinastia roveresca, sotto la quale, la città perse la dignità di capitale del Ducato, fatto che diede inizio alla sua decadenza.

## Gonfalone
La descrizione del gonfalone secondo lo statuto comunale: